# Volucella suzukii
Volucella suzukii är en tvåvingeart som beskrevs av Matsumura 1916. Volucella suzukii ingår i släktet humleblomflugor, och familjen blomflugor. Inga underarter finns listade i Catalogue of Life.